# Marc Domènech
Pour les articles homonymes, voir Domenech.
Domènech  González est un nom espagnol. Le premier nom de famille, en général paternel, est Domènech ; le second, en général maternel, souvent omis, est González.
 (mai 2025).
Marc Domènech González, né le 1er décembre 2006 à Llucmajor en Espagne, est un footballeur espagnol qui évolue au poste d'attaquant au RCD Majorque.

## Biographie
Formé au sein du RCD Majorque, Domènech  passe également une période de développement au CD San Francisco, club affilié. Lors de la saison 2023-2024, il s'y distingue en devenant le meilleur buteur du groupe 3 de la División de Honor Juvenil avec 21 buts.
En juillet 2024, il prolonge son contrat avec le Majorque jusqu'en 2029, après que le club ait refusé une offre estimée à 300 000 € du FC Barcelone. Initialement destiné à rejoindre l'équipe réserve évoluant en Segunda Federación, il participe finalement aux matchs amicaux de pré-saison. Il y marque d'ailleurs un but face au Crewe Alexandra.
Le 27 août 2024, il a fait ses débuts en Liga avec l'équipe première, entrant en jeu à la 82e minute lors d'un match nul 0-0 contre le Séville FC. Avec la réserve, il inscrit 9 buts en 26 matchs pour sa première saison.